# 藤井彰
藤井 彰（ふじい あきら、1942年10月 - ）は、日本の歯学者、薬理学者。日本大学松戸歯学部薬理学講座（口腔分子薬理学講座）教授、総合科学研究所教授、日本大学松戸歯学部臨床薬理学講座（寄付講座）教授を経て、現在、日本大学名誉教授。

## 経歴
長野県小県郡中塩田村（現上田市）で生まれる。中塩田小学校、中塩田中学校（現上田市立塩田中学校）、上田高等学校を経て、1965年信州大学工学部卒業、1970年 St. Thomas Institute大学院理学系研究科修了し、St. Thomas Institute博士研究員、助教授、准教授、日本大学松戸歯学部専任講師、助教授、教授、日本大学総合科学研究所教授、日本大学松戸歯学部寄附講座臨床薬理学講座教授を経て日本大学名誉教授。
1970年St Thomas Institute（former Institutum Divi Thomae)よりPhD in Chemistry and Biochemistryを得る。論文の題は「Synthesis of omega-aminoacyl-dipeptides of L-histidine and of N2-L-lysine: Their antistaphylococcic and antifibrinolytic activities」
1983年日本大学より歯学博士の学位を得る。論文の題は「Isopropylantipyrineの抗原性に関する研究 : Isopropylantipyrineおよびその代謝産物のタンパク結合性とその過敏症発現の可能性」。

## 著作
- 田村豊幸、藤井彰『薬理学実験法』（改定新版）協同医書出版社、1978年5月。ASIN B000J8OSBA。
- 田村豊幸、藤井彰『薬理学実験法』（改訂第4版）協同医書出版社、1982年4月。ASIN B000J7OY74。
- 田村豊幸、藤井彰『歯科の全身・局所の薬剤―副作用も念頭において』クインテッセンス出版、1984年1月。ISBN 978-4-87417-115-8。
- 田村豊幸、藤井彰『薬理学実験法』（改訂第5版）協同医書出版社、1990年1月。ISBN 978-4763950123。
- 田村豊幸、藤井彰『図表式歯科傷病名とその処方』（改訂版）クインテッセンス出版、1990年3月。ISBN 978-4-87417-312-1。
- 藤井彰 著「各論 16章 薬疹・中毒疹」、山崎, 雙次、鈴木, 邦夫、山本, 浩嗣 編『歯科医のための皮膚学』医歯薬出版、1993年6月。ISBN 978-4-263-45204-2。
- 藤井彰 著「第2章12節 副作用の処置」、佐藤温重 編『歯科材料の副作用と安全性』学建書院、1997年11月。ISBN 978-4-7624-0602-7。
- 藤井彰、小椋秀亮 著「10章 薬物の副作用・有害作用」、監修小椋秀亮、編集加藤有三、篠田, 壽 編『現代歯科薬理学』（第3版）医歯薬出版、1998年3月。ISBN 978-4-263-45394-0。
- 坂上宏、千葉有、藤井彰、前橋浩、丸山七郎 著、五十嵐治義 編『チェックポイント式歯科薬理学』砂書房、1999年3月31日。
- 藤井彰『歯科薬理学サイドリーダー』学建書院、2000年7月。ISBN 978-4-7624-0142-8。
- 藤井彰、秋元芳明『妊婦・授乳婦の歯科治療と薬物療法 安心で安全な処置・処方のために』砂書房、2001年9月23日。ISBN 978-4-915818899。
- 藤井彰『歯科薬理学サイドリーダー』（第2版）学建書院、2002年6月。ISBN 978-4-7624-1142-7。
- 編集幹事 川口充 編集 五十嵐治義、大浦清、北村憲司、越川憲明、千葉元丞、東城庸介、戸苅彰史、藤井彰、前橋浩 編『スタンダード歯学薬理学』（第2版）学建書院、2003年9月。ISBN 978-4-7624-0624-9。
- 藤井彰『歯科薬理学サイドリーダー』（第3版）学建書院、2004年6月。ISBN 978-4-7624-2142-6。
- 藤井彰、秋元芳明、池田英治、伊藤公一、嶋田昌彦、須田英明、千田彰、前田隆秀 著、藤井彰 編『歯科領域における偶発症の予防とその対策』クインテッセンス出版、2005年12月10日。ISBN 978-4-87417-883-6。
- 藤井彰、小椋秀亮 著「10章 薬物の副作用・有害作用」、監修小椋秀亮、編集加藤有三; 篠田, 壽 ほか 編『現代歯科薬理学』（第4版）医歯薬出版、2005年9月。ISBN 4-263-45590-8。
- 藤井彰『歯科薬理学サイドリーダー』（第4版）学建書院、2006年2月20日。ISBN 978-4-7624-3142-5。
- 佐藤田鶴子、藤井彰 編『納得！歯科適応薬の相互作用 歯科医療の安全のために』ヒョーロン・パブリッシャーズ、2008年1月22日。ISBN 978-4-930881-82-3。
- 藤井彰『歯科薬理学サイドリーダー』（第4版）学建書院、2008年10月1日。ISBN 978-4-7624-4142-4。
- 藤井彰、秋元芳明『新 妊婦・授乳婦の歯科治療と薬物療法』砂書房、2009年9月23日。ISBN 978-4-901894-73-9。
- 藤井彰、秋元芳明『新 妊婦・授乳婦の歯科治療と薬物療法』（第2版）砂書房、2010年9月23日。ISBN 978-4-901894-80-7。
- 藤井彰 著「9章 薬物の副作用・有害作用・相互作用」、監修、加藤有三、篠田壽、編集大谷啓一、鈴木邦明、戸苅彰史 編『現代歯科薬理学』（第5版）医歯薬出版、2012年2月。ISBN 978-4-263-45656-9。
- 藤井彰、秋元芳明、小宮正道『新妊婦・授乳婦の歯科治療と薬物療法』砂書房、2016年12月23日、第3版。

## 所属団体
- 歯科基礎医学会 評議員、元理事、代議員[2]
- 日本歯科薬物療法学会理事、名誉会員[5]
- 日大口腔科学会 理事[2]
- 日本大学歯学会 理事[2]
- 日本歯科医学教育学会評議員[6]
- 日本薬理学会 評議員[2]
- 日本臨床薬理学会功労会員、評議員[2]
- 日本毒科学会 評議員[2]
- 日本口腔科学会・日本口腔外科学会・日本歯科麻酔学会・日本歯科保存学会・日本歯周病学会・日本老年歯科医学会[2]
- 国際歯科研究会終身会員[2]
- 日本化学会・日本生化学会・日本薬学会・日本脈管作動物質学会・日本化学療法学会・日本栄養・食糧学会・日本ビタミン学会・日本骨代謝学会・日本炎症学会[2]
- アメリカ科学振興協会・アメリカ化学会・アメリカ薬学会（英語: American Pharmacists Association）・ニューヨーク科学アカデミー（英語: New York Academy of Sciences）終身会員[2]
- 国際カルシウム調節ホルモン研究会[2]